# Antal Kovács
Antal Kovács (* 28. Mai 1972 in Paks) ist ein ehemaliger ungarischer Judoka. Der Zweimetermann trat im Halbschwergewicht an und ist bis heute (Stand 2018) der einzige Judo-Olympiasieger aus Ungarn.

## Sportliche Karriere
Kovács gewann 1987, 1988 und 1990 die ungarischen Juniorenmeisterschaften. Bei den Junioren-Europameisterschaften 1991 erkämpfte er die Bronzemedaille. 1992 unterlag er bei den Europameisterschaften in der Erwachsenenklasse gegen den Italiener Luigi Guido, kämpfte sich danach aber bis zur Bronzemedaille durch. 
Bei den Olympischen Spielen 1992 siegte er in der ersten Runde gegen Moises Torres aus Angola. Im Achtelfinale besiegte er Dmitri Sergejew aus dem Vereinten Team. Nach dem Sieg über den brasilianischen Olympiasieger von 1988 Aurélio Miguel im Viertelfinale und über den Niederländer Theo Meijer im Halbfinale traf er im Finale auf den Briten Raymond Stevens und gewann durch eine Yuko-Wertung. Der zwanzigjährige Ungar erhielt die Goldmedaille vor Stevens, Bronze ging an Meijer und Sergejew.
Drei Monate nach seinem Olympiasieg gewann Kovács die Silbermedaille bei den Junioren-Weltmeisterschaften. 1993 erkämpfte Kovács die Bronzemedaille bei den Europameisterschaften, wo er lediglich gegen den Österreicher Thomas Etlinger unterlag. Bei den Judo-Weltmeisterschaften 1993 im kanadischen Hamilton besiegte er im Halbfinale den deutschen Marc Meiling, im Finale bezwang er Aurélio Miguel und gewann seinen zweiten internationalen Titel. 1994 gewann Kovács das Weltcup-Turnier in Budapest, 1995 belegte er beim World Masters in München den zweiten Platz hinter dem Deutschen Axel Lobenstein. Bei den Olympischen Spielen 1996 unterlag er in der ersten Runde gegen den späteren Olympiasieger Paweł Nastula aus Polen; Kovávs kämpfte sich dann bis zum Duell um Bronze durch, welches er gegen den Franzosen Stéphane Traineau verlor.
1998 gewann Kovács bei den Studenten-Weltmeisterschaften in Prag, den Titel konnte er zwei Jahre später in Málaga verteidigen. Dazwischen lag seine Zweitrundenniederlage gegen den Israeli Ariel Zeevi bei den Olympischen Spielen in Sydney. Acht Jahre nach dem Gewinn des Weltmeistertitels in Hamilton erreichte Kovács bei den Judo-Weltmeisterschaften 2001 in München das Finale und erhielt nach seiner Niederlage gegen den Japaner Kōsei Inoue die Silbermedaille. 2002 gewann Kovács die Bronzemedaille bei den Europameisterschaften, als er nur dem Belgier Elco van der Geest unterlag. Im Jahr darauf verlor Kovács bei den Europameisterschaften zum Auftakt gegen Ariel Zeevi, kämpfte sich dann aber zur Bronzemedaille durch. Bei den Europameisterschaften 2004 siegte er auf seinem Weg ins Finale unter anderem gegen Paweł Nastula und Elco van der Geest; im Finale unterlag er Ariel Zeevi. Bei den Olympischen Spielen 2004 unterlag Kovács im Auftaktkampf gegen Kōsei Inoue. 2005 gewann Kovács mit der ungarischen Mannschaft Silber bei den Mannschaftseuropameisterschaften. Beim Weltcupturnier in Budapest belegte er 2007 noch einmal den siebten Platz.
Kovács war sechsmal ungarischer Meister im Halbschwergewicht: 1993, 1994, 1997, 1998, 1999 und 2003. 1993 zeichnete ihn die ungarische Sportpresse als Sportler des Jahres in Ungarn aus.